# Archidiecezja Lahaur
Archidiecezja Lahaur (łac. Archidioecesis Lahorensis, ang. Archdiocese of Lahore) – rzymskokatolicka archidiecezja ze stolicą w Lahaur w prowincji Pendżab, w Pakistanie. Arcybiskupi Lahaur są również metropolitami metropolii o tej samej nazwie. Najstarsze pakistańskie biskupstwo.
W 2004 w diecezji służyło 58 braci i 215 sióstr zakonnych.

## Historia
W 1880 papież Leon XIII erygował wikariat apostolski Pendżabu. Dotychczas wierni z tych terenów należeli do wikariatu apostolskiego Agra (obecnie archidiecezja Agra w Indiach).
1 września 1886 ten sam papież podniósł wikariat apostolski Pendżabu do rangi diecezji i nadał mu obecną nazwę.
Z diecezji Lahaur odłączono:
- 6 lipca 1887 - prefekturę apostolską Kafiristanu i Kaszmiru (obecnie diecezja Islamabad-Rawalpindi)
- 13 września 1910 - archidiecezję Simla (obecnie archidiecezja Delhi w Indiach)
- 17 grudnia 1936 - prefekturę apostolską Multan (obecnie diecezja Multan)
- 17 stycznia 1952:
  - prefekturę apostolską Kaszmiru i Dżammu (obecnie diecezja Dżammu-Śrinagar położona w większości w Indiach)
  - prefekturę apostolską Jullundur (obecnie diecezja Jalandhar w Indiach)

23 kwietnia 1994 papież Jan Paweł II podniósł diecezję Lahaur do rangi archidiecezji metropolitarnej.

## Ordynariusze

### Prefekt apostolski
- Paolo Tosi OFMCap (1880 - ?)

### Biskupi
- Charles-Jacques Mouard OFMCap (1888 - 1890)
- Emmanuel Alfonso van den Bosch OFMCap (1890 - 1892) następnie mianowany arcybiskupem Agry
- Goffredo Pelckmans OFMCap (1893 - 1904)
- Fabiano Antonio Eestermans OFMCap (1905 - 1925)
- Hector Catry OFMCap (1928 - 1946)
- Marcel Roger Buyse OFMCap (1947 - 1967)
- Felicissimus Alphonse Raeymaeckers OFMCap (1967 - 1975)
- Armando Trindade (1975 - 1994)

### Arcybiskupi
- Armando Trindade (1994 - 2000)
- Lawrence John Saldanha (2001 - 2011)
- Sebastian Francis Shaw OFM (2013 - nadal)